# Veritatis gaudium
Veritatis gaudium (A Alegria da Verdade)  é uma constituição apostólica sobre universidades e faculdades pontifícias. Foi assinado pelo Papa Francisco em 8 de dezembro de 2017  e promulgada em 29 de janeiro de 2018. Atualiza a constituição apostólica de 1979 Sapientia christiana. O documento tem 87 páginas. As novas normas entram em vigor no primeiro dia do ano letivo de 2018-2019 ou do ano letivo de 2019, dependendo do ano letivo de determinadas instituições. A implementação é responsabilidade das 289 faculdades eclesiásticas da Igreja Católica e das 503 instituições relacionadas que emitem graus reconhecidos pelo Vaticano. 

## Alcance
O documento trata apenas das universidades e faculdades pontifícias, que se distinguem das instituições católicas de ensino superior geralmente por oferecerem graus concedidos por autoridade da Santa Sé. Ex corde ecclesiae não é afetado pelo novo documento e permanece inalterado. Substitui as normas da constituição apostólica Sapientia christiana, promulgada pelo Papa João Paulo II em 15 de abril de 1979.  O documento revoga todas as leis, costumes e privilégios contrários à Veritatis gaudium.

## Estrutura
A primeira parte ("normas comuns") trata da natureza e finalidade das universidades e faculdades eclesiásticas. A segunda parte ("normas especiais") trata de normas específicas relativas às faculdades de teologia, direito canônico e filosofia.

## Inovações
O documento prevê o "ensino à distância", algo que não existia na época da Sapientia christiana. O documento também prevê refugiados e migrantes para os quais seria impossível a apresentação das necessárias verificações acadêmicas.